# 2MASS J11550087+2307058
2MASS J11550087+2307058 ist ein Brauner Zwerg im Sternbild Löwe. Er wurde 1999 von J. Davy Kirkpatrick et al. entdeckt. Er gehört der Spektralklasse L4 an. Seine Position verschiebt sich aufgrund seiner Eigenbewegung jährlich um 0,04568 Bogensekunden. 